# Xanthorhoe hyperythra
Xanthorhoe hyperythra là một loài bướm đêm trong họ Geometridae.